# Aeroparque Jorge Newbery
El Aeroparque Jorge Newbery (ANAC: AER - IATA: AEP - OACI: SABE), conocido comúnmente como Aeroparque, es el aeropuerto de tráfico doméstico e internacional del Área Metropolitana de Buenos Aires (AMBA), en Argentina. Ubicado en la avenida Costanera Rafael Obligado, junto al Río de la Plata, en el barrio de Palermo (coordenadas -34,5563543, -58,4166945), es el único aeropuerto dentro de los límites de la Ciudad Autónoma de Buenos Aires.
La categoría OACI del aeropuerto es 4E.

## Historia
En 1938, la Municipalidad de la Ciudad de Buenos Aires decidió la creación del Parque de la Raza, ocupando terrenos ganados al Río de la Plata mediante rellenado de la ribera a lo largo de la nueva Costanera Norte, y dedicado a la flora suramericana. Cuando el parque aún no había sido forestado, la Municipalidad cedió la mayor parte de sus terrenos para la construcción de un aeropuerto para la ciudad.
Fue inaugurado en 1947, y su original nombre de Aeroparque se debe al ingeniero Víctor Manuel Acuña quien lo proyectó, indicando que es "Un aeródromo dentro de un parque de esparcimiento para la población". Su nombre actual es un homenaje al pionero de la aeronáutica argentina, Jorge Newbery. En 2000 se proyectó la ampliación del aeroparque, agregándole un segundo nivel, un edificio de cocheras y nuevas terminales. Esta obra diseñada por los arquitectos de los estudios Bodas-Miani-Anger y Alvariñas-Bóscolo-Fleitas-Rodríguez se construyó en dos etapas: la primera fue inaugurada en octubre de 2001 y la segunda se comenzó en 2011.
Es propiedad del gobierno de la ciudad de Buenos Aires, y está concesionado a la empresa Aeropuertos Argentina 2000. Posee un sector exclusivo militar y, hasta hace unos años, un Museo Aeronáutico —que fue desplazado al Aeropuerto de Morón—.
Se realizan más de 350 vuelos diarios a diversas ciudades de Argentina, Brasil, Chile, Paraguay y Uruguay. También operan vuelos privados, taxi aéreo, chárteres hacia diversos destinos nacionales e internacionales.
El Aeroparque sirve a vuelos nacionales y algunos regionales hacia Brasil, Chile, Paraguay y Uruguay —para vuelos internacionales y regionales, se encuentra el Aeropuerto Internacional Ministro Pistarini, ubicado en la localidad de Ezeiza, a 38 km de este aeropuerto—.
En 2014, el Aeroparque Metropolitano Jorge Newbery fue el primero en la historia aerocomercial argentina en superar la barrera de los 10 millones de pasajeros, al transportar 10 255 541 pasajeros, contra los 8 600 877 pasajeros del Aeropuerto Ministro Pistarini (Ezeiza). En 2015, el Aeropaque Jorge Newbery volvió a superar su récord de pasajeros de 2014, al transportar 11 052 861 personas, relegando nuevamente al Aeropuerto de Ezeiza al segundo lugar con 9 127 908 pasajeros.
La consultora inglesa Skytrax, en 2013, lo consideró uno de los aeropuertos más modernos de Sudamérica y uno de los mejores de Latinoamérica.

## Tráfico y estadísticas

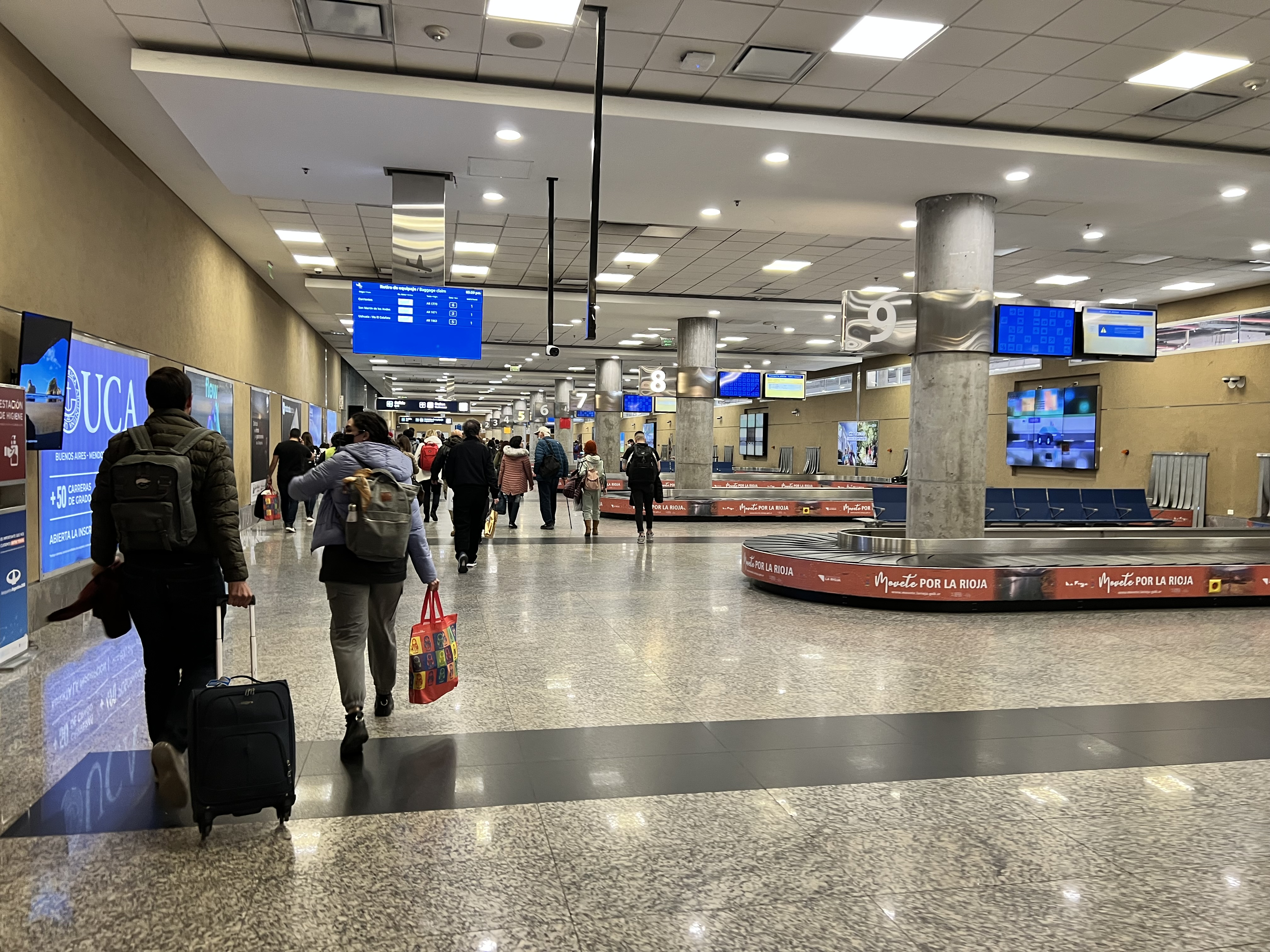
Bandas de reclamo de equipaje del aeropuerto.

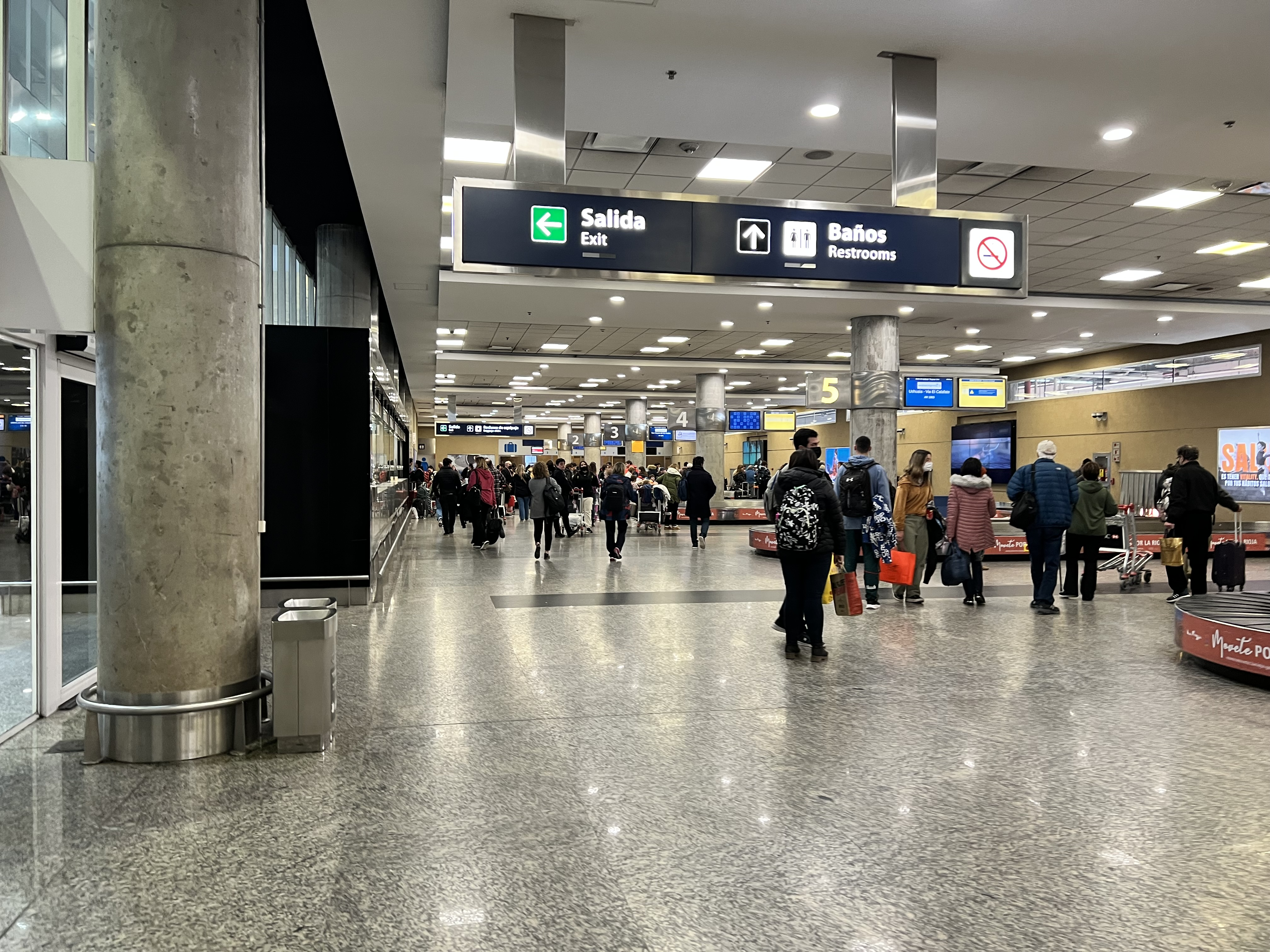
Bandas de reclamo de equipaje del aeropuerto.

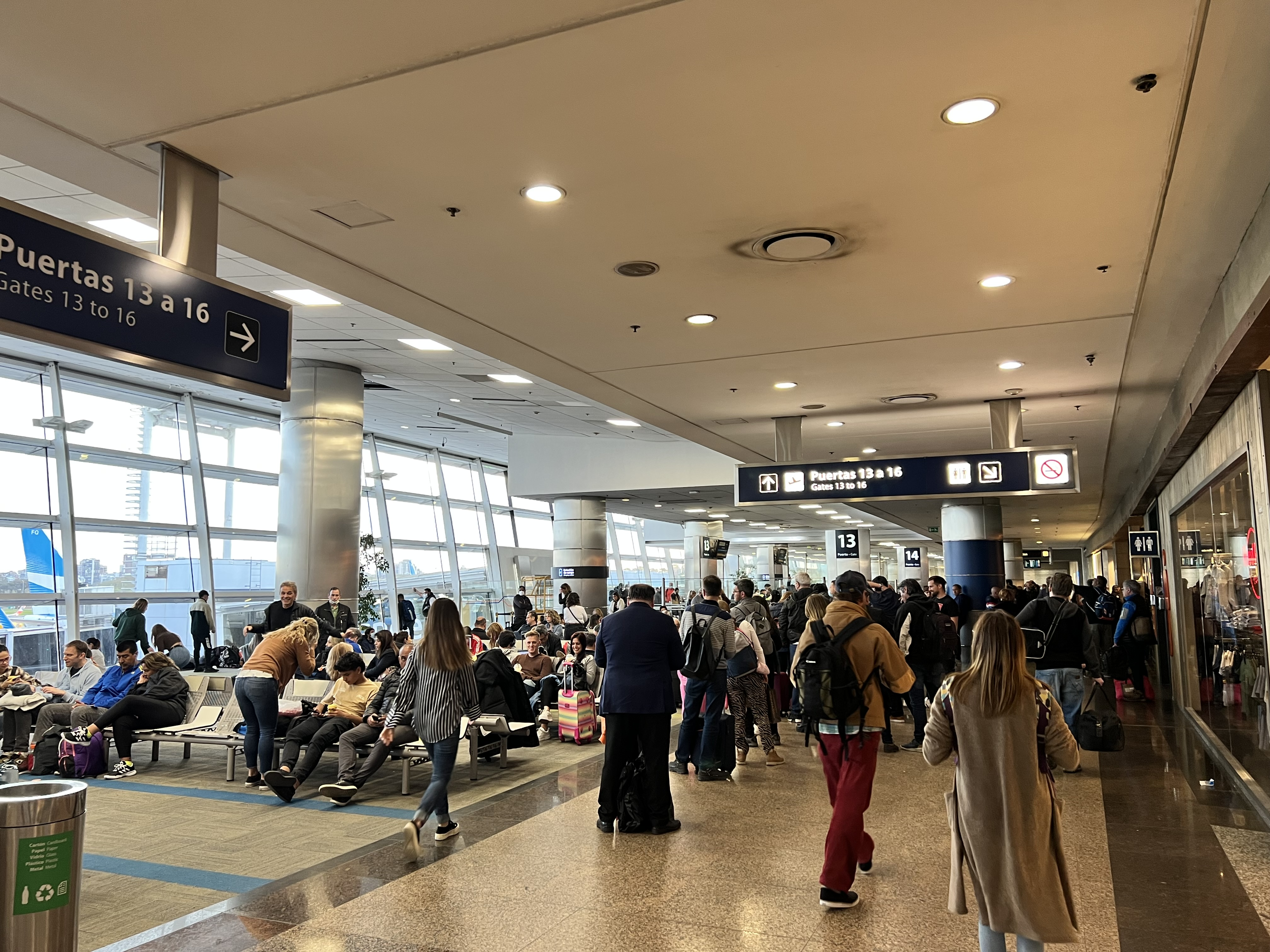
Salas de abordaje del aeropuerto.

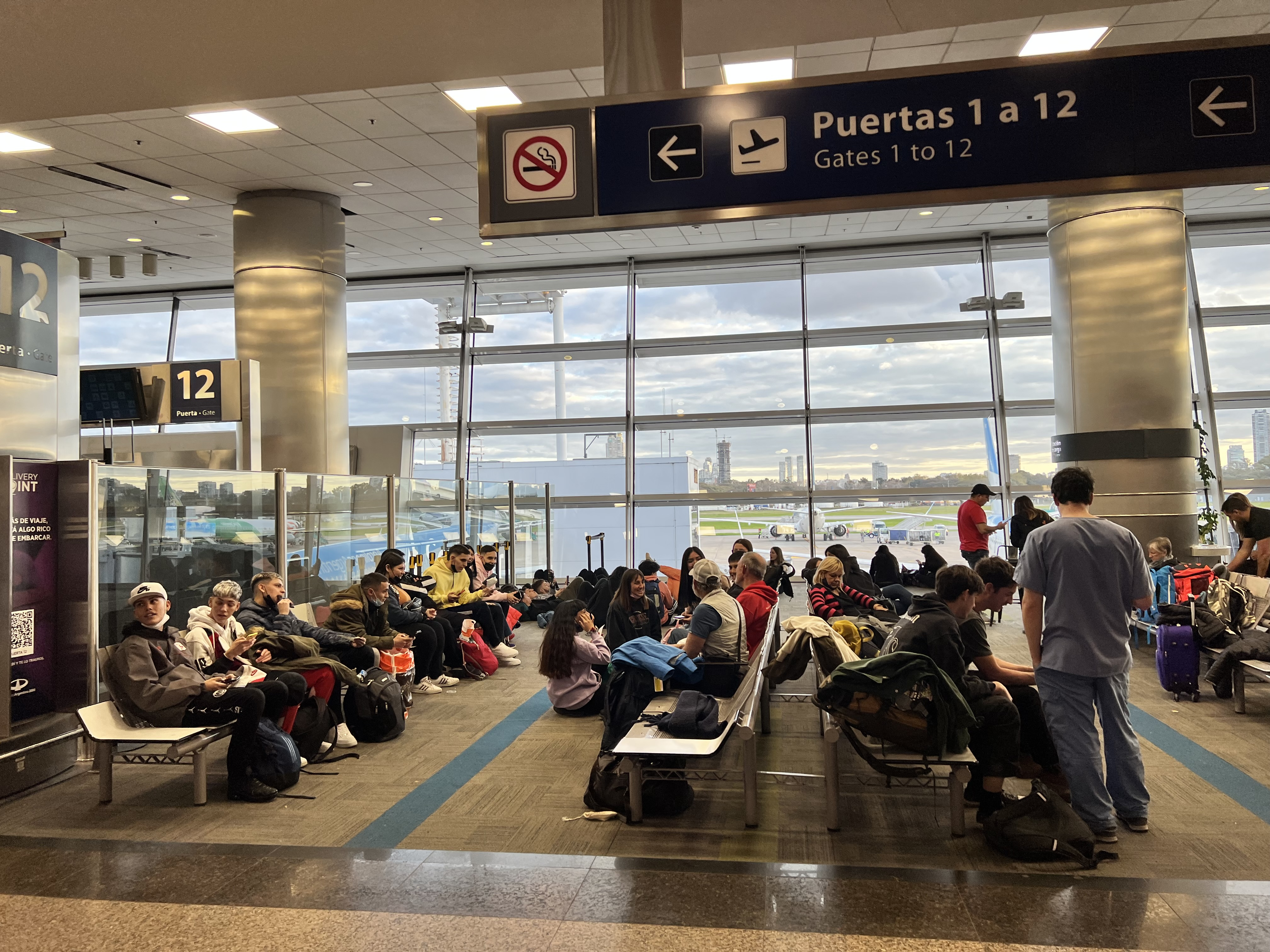
Salas de abordaje del aeropuerto.

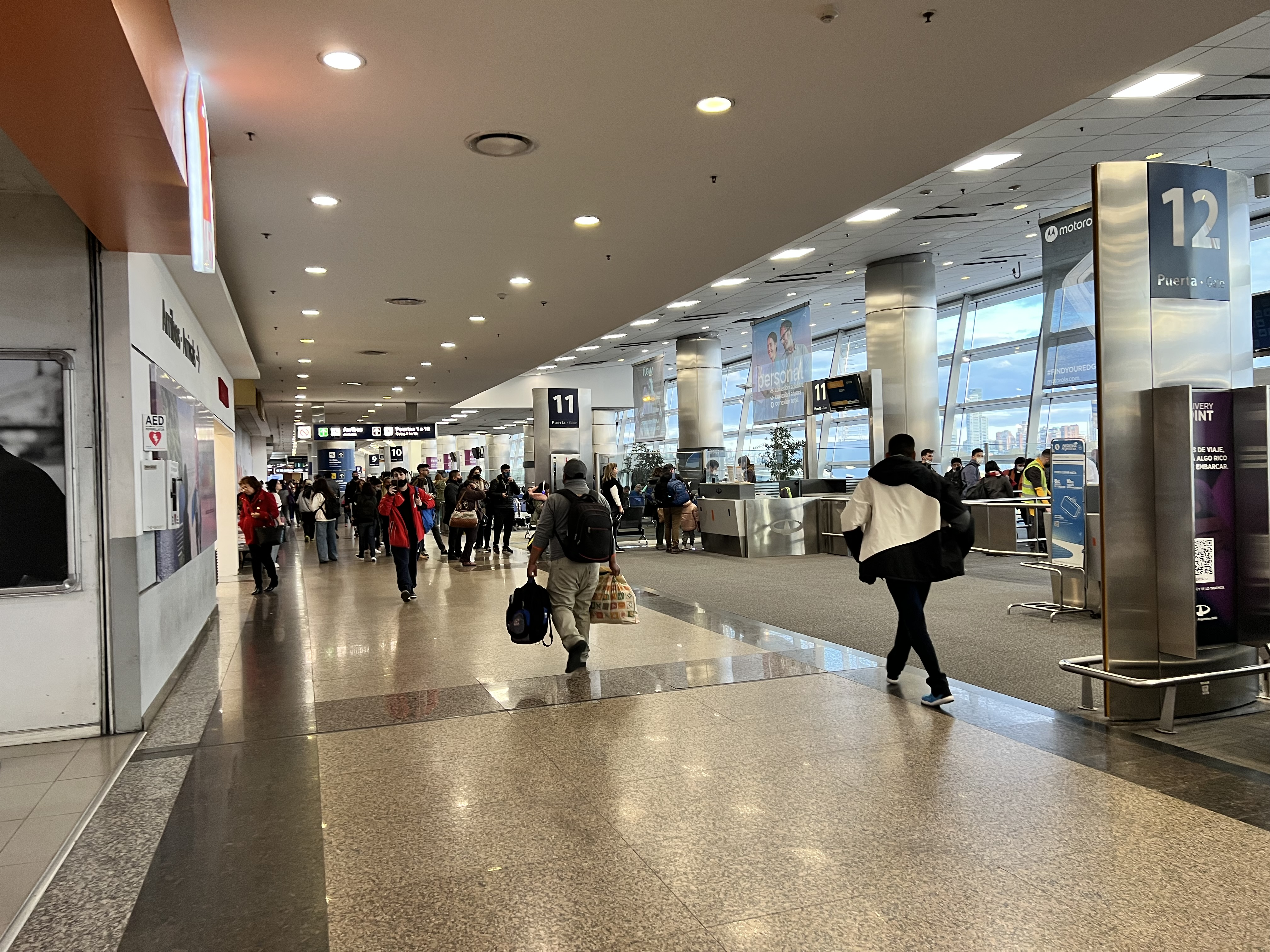
Salas de abordaje del aeropuerto.

### El número de pasajeros

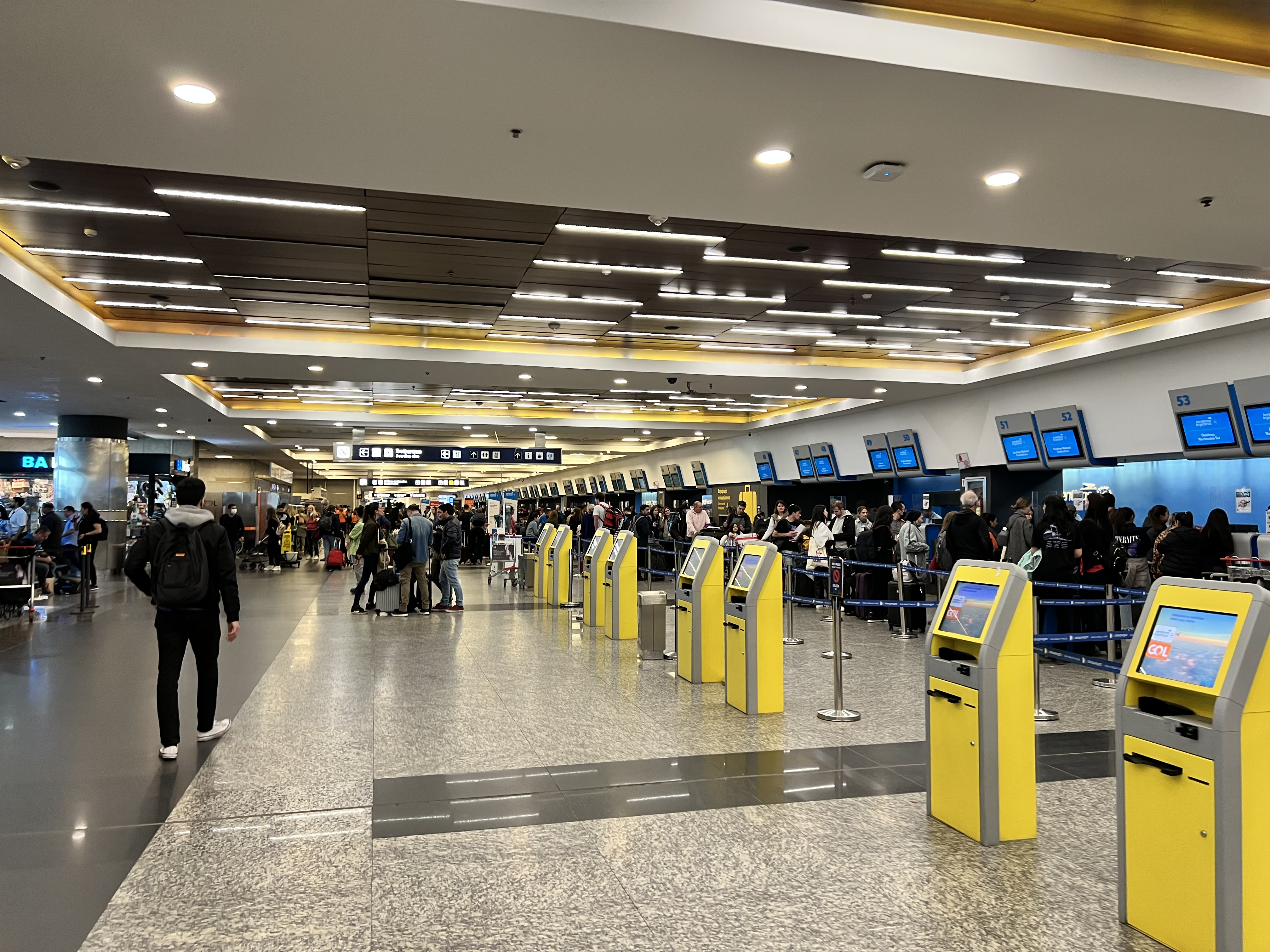
Mostradores de documentación del aeropuerto.

En la tabla siguiente se detalla el número de pasajeros, movimiento de aeronaves y carga en el Aeroparque metropolitano, según datos del Organismo Regulador del Sistema Nacional de Aeropuertos.
Ver fuente y consulta Wikidata.
| \| Año \| Variación \| Total Pasajeros \| Nacionales \| Internacionales \| Tránsitos \| Operaciones Aéreas \| Carga (tons) \| \| ---- \| --------- \| --------------- \| ---------- \| --------------- \| --------- \| ------------------ \| ------------ \| \| 2023 \| 21,76% \| 15.566.000 \| 12.217.000 \| 3.349.000 \| - \| - \| - \| \| 2022 \| 182,42% \| 12.783.133 \| 10.369.888 \| 2.423.245 \| - \| 102.491 \| - \| \| 2021 \| 92,82% \| 4.526.150 \| 4.308.169 \| 217.981 \| - \| 40.918 \| - \| \| 2020 \| 80,93% \| 2.347.332 \| 2.270.945 \| 76.387 \| - \| 22.106 \| - \| \| 2019 \| 7,88% \| 12.312.987 \| 11.577.168 \| 735.819 \| - \| 110.843 \| - \| \| 2018 \| 3,22% \| 13.366.084 \| 11.023.187 \| 2.342.867 \| - \| 125.806 \| - \| \| 2017 \| 15,48% \| 13.797.710 \| 10.591.804 \| 3.205.906 \| - \| 136.304 \| 2.055 \| \| 2016 \| 7,17% \| 11.661.805 \| 9.224.536 \| 2.407.269 \| 667.730 \| 124.136 \| 1.737 \| \| 2015 \| 5,26% \| 10.825.986 \| 8.833.524 \| 1.992.462 \| - \| 120.492 \| 7.394 \| \| 2014 \| 6,85% \| 10.255.541 \| 8.091.105 \| 2.164.436 \| - \| 115.389 \| 5.581 \| \| 2013 \| 7,35% \| 9.552.504 \| 7.443.594 \| 2.108.910 \| - \| 114.282 \| 14.562 \| \| 2012 \| 6,76% \| 8.849.465 \| 6.704.599 \| 2.144.866 \| - \| 115.368 \| 14.366 \| \| 2011 \| 8,39% \| 8.250.971 \| 5.797.644 \| 2.380.283 \| 73.044 \| 113.786 \| 18.285 \| \| 2010 \| 14,67% \| 7.558.149 \| 5.993.924 \| 1.421.953 \| 142.272 \| 104.857 \| 18.945 \| \| 2009 \| 11,81% \| 6.449.344 \| 5.820.612 \| 524.934 \| 103.798 \| 91.676 \| 13.700 \| \| 2008 \| 0,37% \| 5.687.221 \| 5.117.970 \| 500.603 \| 68.648 \| 85.793 \| 14.690 \| \| 2007 \| 6,64% \| 5.665.808 \| 5.073.534 \| 511.470 \| 80.804 \| 81.340 \| 14.078 \| \| 2006 \| 1,57% \| 5.289.074 \| 4.672.142 \| 535.982 \| 80.950 \| 79.223 \| 13.471 \| \| 2005 \| 2,35% \| 5.372.195 \| 4.711.171 \| 571.446 \| 89.578 \| 77.742 \| 26.415 \| \| 2004 \| 12,15% \| 5.245.923 \| 4.608.149 \| 554.671 \| 83.103 \| 84.844 \| 30.312 \| \| 2003 \| 1,93% \| 4.608.377 \| 4.061.767 \| 471.098 \| 75.512 \| 79.999 \| 39.748 \| \| 2002 \| 13,82% \| 4.519.424 \| 3.985.999 \| 447.110 \| 86.315 \| 91.350 \| 37.053 \| \| 2001 \| N/A \| 5.244.257 \| 4.601.584 \| 589.146 \| 53.527 \| 115.673 \| 35.757 \| |           |                 |            |                 |           |                    |              |
| Año | Variación | Total Pasajeros | Nacionales | Internacionales | Tránsitos | Operaciones Aéreas | Carga (tons) |
| 2023 | 21,76%    | 15.566.000      | 12.217.000 | 3.349.000       | -         | -                  | -            |
| 2022 | 182,42%   | 12.783.133      | 10.369.888 | 2.423.245       | -         | 102.491            | -            |
| 2021 | 92,82%    | 4.526.150       | 4.308.169  | 217.981         | -         | 40.918             | -            |
| 2020 | 80,93%    | 2.347.332       | 2.270.945  | 76.387          | -         | 22.106             | -            |
| 2019 | 7,88%     | 12.312.987      | 11.577.168 | 735.819         | -         | 110.843            | -            |
| 2018 | 3,22%     | 13.366.084      | 11.023.187 | 2.342.867       | -         | 125.806            | -            |
| 2017 | 15,48%    | 13.797.710      | 10.591.804 | 3.205.906       | -         | 136.304            | 2.055        |
| 2016 | 7,17%     | 11.661.805      | 9.224.536  | 2.407.269       | 667.730   | 124.136            | 1.737        |
| 2015 | 5,26%     | 10.825.986      | 8.833.524  | 1.992.462       | -         | 120.492            | 7.394        |
| 2014 | 6,85%     | 10.255.541      | 8.091.105  | 2.164.436       | -         | 115.389            | 5.581        |
| 2013 | 7,35%     | 9.552.504       | 7.443.594  | 2.108.910       | -         | 114.282            | 14.562       |
| 2012 | 6,76%     | 8.849.465       | 6.704.599  | 2.144.866       | -         | 115.368            | 14.366       |
| 2011 | 8,39%     | 8.250.971       | 5.797.644  | 2.380.283       | 73.044    | 113.786            | 18.285       |
| 2010 | 14,67%    | 7.558.149       | 5.993.924  | 1.421.953       | 142.272   | 104.857            | 18.945       |
| 2009 | 11,81%    | 6.449.344       | 5.820.612  | 524.934         | 103.798   | 91.676             | 13.700       |
| 2008 | 0,37%     | 5.687.221       | 5.117.970  | 500.603         | 68.648    | 85.793             | 14.690       |
| 2007 | 6,64%     | 5.665.808       | 5.073.534  | 511.470         | 80.804    | 81.340             | 14.078       |
| 2006 | 1,57%     | 5.289.074       | 4.672.142  | 535.982         | 80.950    | 79.223             | 13.471       |
| 2005 | 2,35%     | 5.372.195       | 4.711.171  | 571.446         | 89.578    | 77.742             | 26.415       |
| 2004 | 12,15%    | 5.245.923       | 4.608.149  | 554.671         | 83.103    | 84.844             | 30.312       |
| 2003 | 1,93%     | 4.608.377       | 4.061.767  | 471.098         | 75.512    | 79.999             | 39.748       |
| 2002 | 13,82%    | 4.519.424       | 3.985.999  | 447.110         | 86.315    | 91.350             | 37.053       |
| 2001 | N/A       | 5.244.257       | 4.601.584  | 589.146         | 53.527    | 115.673            | 35.757       |

| Ranking 2019 | Variación 2018-2019 | Ciudad                              | # de Pasajeros 2017 | # de Pasajeros 2018 | # de Pasajeros 2019 | Variación (% YoY) | Aerolíneas                                                                                                  |
| ------------ | ------------------- | ----------------------------------- | ------------------- | ------------------- | ------------------- | ----------------- | --- |
| 1            | =                   | Córdoba                             | 1.201.827           | 1.245.983           | 1.340.980           | +7,62             | Aerolíneas Argentinas, Andes Líneas Aéreas, Austral Líneas Aéreas, LATAM Argentina, Norwegian Air Argentina |
| 2            | 1                   | Mendoza                             | 877.534             | 868.223             | 1.114.507           | +28,37            | Aerolíneas Argentinas, Andes Líneas Aéreas, Austral Líneas Aéreas, LATAM Argentina, Norwegian Air Argentina |
| 3            | 1                   | Puerto Iguazú                       | 832.000             | 832.535             | 1.072.631           | +28,84            | Aerolíneas Argentinas, Andes Líneas Aéreas, Austral Líneas Aéreas, LATAM Argentina, Norwegian Air Argentina |
| 4            | 2                   | San Carlos de Bariloche             | 920.391             | 1.053.244           | 1.059.253           | +0,57             | Aerolíneas Argentinas, Andes Líneas Aéreas, Austral Líneas Aéreas, LATAM Argentina, Norwegian Air Argentina |
| 5            | =                   | Neuquén                             | 712.533             | 741.274             | 810.922             | +9,40             | Aerolíneas Argentinas, Austral Líneas Aéreas, LATAM Argentina, Norwegian Air Argentina                      |
| 6            | =                   | Salta                               | 807.792             | 725.430             | 799.300             | +10,18            | Aerolíneas Argentinas, Andes Líneas Aéreas, Austral Líneas Aéreas, LATAM Argentina, Norwegian Air Argentina |
| 7            | =                   | San Miguel de Tucumán               | 491.131             | 677.333             | 626.656             | -7,48             | Aerolíneas Argentinas, Andes Líneas Aéreas, Austral Líneas Aéreas, LATAM Argentina                          |
| 8            | =                   | Ushuaia                             | 482.452             | 494.793             | 593.763             | +20               | Aerolíneas Argentinas, Austral Líneas Aéreas, LATAM Argentina, Norwegian Air Argentina                      |
| 9            | =                   | Comodoro Rivadavia                  | 454.895             | 489.776             | 465.523             | -4,95             | Aerolíneas Argentinas, Andes Líneas Aéreas, Austral Líneas Aéreas, LATAM Argentina                          |
| 10           | =                   | El Calafate                         | 373.100             | 340.397             | 397.500             | +16,78            | Aerolíneas Argentinas, Austral Líneas Aéreas, LATAM Argentina                                               |
| 11           | 4                   | Trelew                              | 199.396             | 247.721             | 262.512             | +5,97             | Aerolíneas Argentinas, Austral Líneas Aéreas                                                                |
| 12           | 1                   | Mar del Plata                       | 181.794             | 323.673             | 258.043             | -20,28            | Aerolíneas Argentinas, Andes Líneas Aéreas, Austral Líneas Aéreas, Avianca Argentina                        |
| 13           | 1                   | Bahía Blanca                        | 335.875             | 287.325             | 255.084             | -11,22            | Aerolíneas Argentinas, Austral Líneas Aéreas, LATAM Argentina                                               |
| 14           | 2                   | Río Gallegos                        | 236.062             | 230.794             | 248.109             | +7,50             | Aerolíneas Argentinas, Austral Líneas Aéreas, LATAM Argentina                                               |
| 15           | 1                   | Resistencia                         | 273.444             | 253.720             | 241.295             | -4,90             | Aerolíneas Argentinas, Austral Líneas Aéreas                                                                |
| 16           | 3                   | San Salvador de Jujuy               | 195.963             | 279.086             | 237.309             | -14,97            | Aerolíneas Argentinas, Andes Líneas, Aéreas, Austral Líneas Aéreas                                          |
| 17           | =                   | Posadas                             | 205.938             | 214.425             | 196.891             | -8,18             | Aerolíneas Argentinas, Austral Líneas Aéreas                                                                |
| 18           | 1                   | Rosario                             | 86.737              | 175.850             | 151.262             | -13,98            | Aerolíneas Argentinas, Austral Líneas Aéreas, Avianca Argentina                                             |
| 19           | 1                   | San Juan                            | 194.665             | 193.173             | 148.211             | -23,28            | Aerolíneas Argentinas, Austral Líneas Aéreas, LATAM Argentina                                               |
| 20           | =                   | San Martín de los Andes             | 102.836             | 140.478             | 143.734             | +2,32             | Aerolíneas Argentinas, Austral Líneas Aéreas                                                                |
| 21           | =                   | Río Grande                          | 90.200              | 121.483             | 142.785             | +17,53            | Aerolíneas Argentinas, Austral Líneas Aéreas                                                                |
| 22           | =                   | Formosa                             | 105.899             | 108.605             | 104.725             | -3,57             | Aerolíneas Argentinas, Austral Líneas Aéreas                                                                |
| 23           | =                   | Santa Fe                            | 36.880              | 102.663             | 94.976              | -7,49             | Austral Líneas Aéreas, Avianca Argentina                                                                    |
| 24           | =                   | Santiago del Estero                 | 97.201              | 99.232              | 95.811              | -3,45             | Aerolíneas Argentinas, Austral Líneas Aéreas                                                                |
| 25           | 2                   | Corrientes                          | 96.200              | 88.651              | 79.229              | -10,63            | Aerolíneas Argentinas, Austral Líneas Aéreas                                                                |
| 26           | 1                   | Puerto Madryn                       | 93.067              | 97.032              | 78.523              | -19,08            | Andes Líneas Aéreas                                                                                         |
| 27           | 1                   | San Luis                            | 88.936              | 89.850              | 74.951              | -16,58            | Aerolíneas Argentinas, Austral Líneas Aéreas                                                                |
| 28           | 1                   | La Rioja                            | 63.070              | 65.293              | 61.345              | -6,03             | Austral Líneas Aéreas                                                                                       |
| 29           | 1                   | Paraná                              | 99.410              | 73.198              | 58.562              | -20               | Austral Líneas Aéreas                                                                                       |
| 30           | =                   | San Fernando del Valle de Catamarca | 57.254              | 61.924              | 57.033              | -7,90             | Austral Líneas Aéreas                                                                                       |
| 31           | =                   | San Rafael                          | 54.584              | 52.429              | 53.694              | +2,41             | Austral Líneas Aéreas                                                                                       |
| 32           | =                   | Esquel                              | 59.053              | 51.011              | 53.073              | +4,04             | Aerolíneas Argentinas, Austral Líneas Aéreas                                                                |
| 33           | =                   | Santa Rosa                          | 45.025              | 45.759              | 48.380              | +5,73             | Austral Líneas Aéreas                                                                                       |
| 34           | 1                   | Viedma                              | 26.168              | 33.264              | 39.226              | +17,92            | Austral Líneas Aéreas                                                                                       |
| 35           | 1                   | Río Cuarto                          | 55.028              | 38.153              | 37.210              | -2,47             | Austral Líneas Aéreas                                                                                       |
| 36           | =                   | Río Hondo                           | 147.621             | 19.992              | 9.572               | -52,12            | Austral Líneas Aéreas, Avianca Argentina                                                                    |
| 37           | Crecimiento         | Perito Moreno                       | s/d                 | s/d                 | 5.528               | Nuevo             | American Jet                                                                                                |
| 38           | Crecimiento         | Sunchales                           | 4.594               | 6.828               | 4.842               | Nuevo             | American Jet, Flyest                                                                                        |

| Ranking | Ciudad                   | Pasajeros 2017 | Pasajeros 2018 | Pasajeros 2019 | Variación | Aerolíneas |
| ------- | ------------------------ | -------------- | -------------- | -------------- | --------- | --- |
| 1       | Montevideo, Uruguay      | 265.638        | 271.851        | 218.408        | -19,66    | Aerolíneas Argentinas, Austral Líneas Aéreas, Amaszonas Uruguay                                                   |
| 2       | Santiago de Chile, Chile | 895.494        | 669.982        | 138.982        | -79,26    | Aerolíneas Argentinas, Austral Líneas Aéreas, LATAM Argentina, LATAM Chile                                        |
| 3       | Punta del Este, Uruguay  | 118.752        | 132.848        | 117.961        | -11,21    | Aerolíneas Argentinas, Amaszonas Uruguay, Andes Líneas Aéreas, Austral Líneas Aéreas, Avianca Argentina, Flybondi |
| 4       | São Paulo, Brasil        | 1.161.657      | 784.458        | 82.851         | -89,44    | Aerolíneas Argentinas, Austral Líneas Aéreas, GOL Líneas Aéreas, LATAM Argentina, LATAM Brasil                    |
| 5       | Río de Janeiro, Brasil   | 283.197        | 133.695        | 62.562         | -64,33    | Aerolíneas Argentinas, Austral Líneas Aéreas                                                                      |
| 6       | Florianópolis, Brasil    | 64.720         | 56.948         | 50.108         | -12,01    | Aerolíneas Argentinas, Austral Líneas Aéreas, Andes Líneas Aéreas                                                 |
| 7       | Asunción, Paraguay       | 92.320         | 93.006         | 8.445          | -90,92    | Aerolíneas Argentinas, Paranair (Ex-Amaszonas Paraguay), Austral Líneas Aéreas                                    |

### Cuota de mercado
| Ranking | Aerolíneas              | Pasajeros | Share  |
| ------- | ----------------------- | --------- | ------ |
| 1       | Aerolíneas Argentinas   | 8.282.358 | 67,20% |
| 2       | LATAM Group             | 2.470.149 | 20,10% |
| 3       | Norwegian Air Argentina | 1.040.912 | 8,40%  |
| 4       | Andes Líneas Aéreas     | 375.403   | 3,00%  |
| 5       | Avianca Argentina       | 53.295    | 0,40%  |
| 6       | GOL                     | 27.427    | 0,20%  |
| 7       | Amaszonas               | 24.496    | 0,20%  |
| 8       | Flyest                  | 12.452    | 0,10%  |
| 9       | American Jet            | 11.378    | 0,10%  |
| 10      | Flybondi                | N/A       | N/A    |

## Vías de acceso
El acceso principal a la terminal aérea es por Avenida Rafael Obligado (conocida coloquialmente como Avenida Costanera Norte o simplemente Costanera).
Desde el Gran Buenos Aires se puede acceder por Av. Gral Paz, Av. Lugones y luego Av. Costanera. Desde el centro y sur de la Ciudad de Buenos Aires, los accesos son por Av. 9 de Julio, Autopista Illia (Autopista con peaje) y Av. Costanera. Como vía alternativa sin peaje, se puede tomar por Av. 9 de Julio o Av. Paseo Colón hasta Retiro y luego continuando por Av. Costanera.

## Medios de transporte
- Colectivos: 8 33 34 37 45 160 166
- Remis: hay varias compañías que ofrecen el servicio de traslado desde y hacia el aeroparque.
- Taxi: desde cualquier punto de la Ciudad usted puede tomar un taxi hasta el Aeroparque Metropolitano. En el caso de viajes desde el Aeropuerto Internacional Ministro Pistarini, el servicio es prestado por la Municipalidad de Ezeiza, el viaje demora aproximadamente 40 minutos y cuenta con accesos de autopista con peaje.
- Alquiler de Autos: Diversas compañías ofrecen este servicio.

## Características del aeropuerto
Se encuentra a 2 km del centro de Buenos Aires, en el Barrio de Palermo.
Ocupa una superficie de 138 ha, y cuenta con una pista orientación 13/31 de 2700 × 60 m

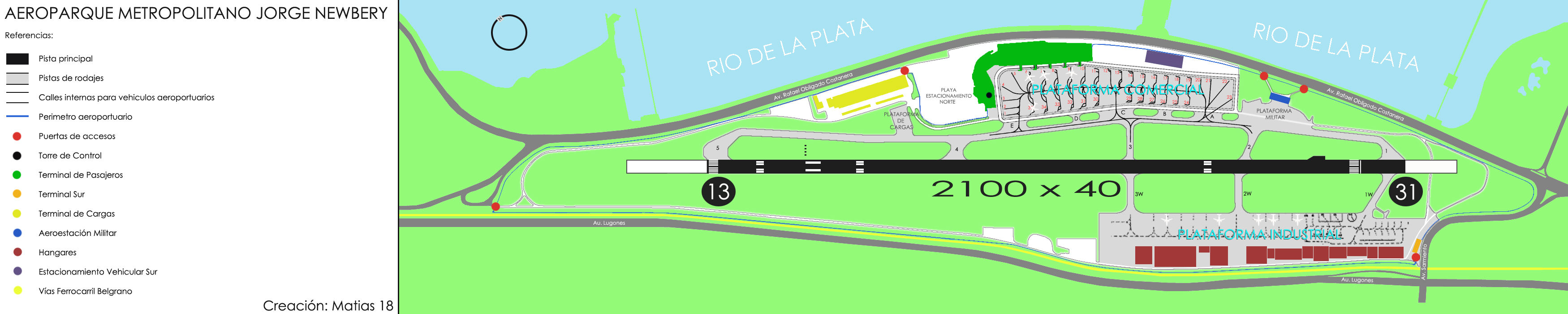
Plano del Aeroparque Metropolitano Jorge Newbery

Este aeropuerto se divide en cuatro áreas claramente visibles:

### Plataforma comercial
En la plataforma comercial se encuentra la terminal de pasajeros de 30 000 m², que cuenta con diez pasarelas de acceso a las aeronaves. Además, en esta plataforma, existen otras posiciones de estacionamiento denominadas posiciones remotas, en las cuales los aviones que llegan o están para salir, estacionan lejos de la terminal, y por ende se realiza un servicio con los pasajeros, de la terminal a las aeronaves o viceversa, con ómnibus del servicio de tierra del aeropuerto o con los propios de la misma empresa aérea.

### Plataforma industrial
En la plataforma industrial se encuentra la Terminal Sur, en la cual parten vuelos privados o de distintas empresas de taxi aéreo durante todo el día. En ella también se encuentran los hangares de mantenimiento de Aerolíneas Argentinas, Austral Líneas Aéreas, LATAM (Argentina) y Avianca Argentina, entre otros hangares de líneas aéreas privadas y de taxi aéreo.

### Plataforma militar
Se encuentra al sudeste del aeropuerto y cuenta con una edificación de la Fuerza Aérea Argentina. En ella estacionan el avión presidencial ARG-01 y los restantes de la Agrupación Aérea Presidencial, helicópteros y aviones de la Fuerza Aérea Argentina, aviones militares y presidenciales de otras fuerzas aéreas extranjeras.

### Plataforma de cargas
Es una pequeña plataforma de 70×50 m, que se encuentra al norte del aeropuerto y cuenta con una gran terminal de cargas. Allí estacionan pequeños aviones que hacen vuelos de cargas y correo.
En mayo de 2010 esta plataforma permanecía ocupada por un Boeing 737-200 de Aerolíneas Argentinas. En noviembre de 2009 fue desguazado en el lugar otra aeronave similar de LAPA, permaneciendo hasta marzo de 2010 la sección delantera, ya que sería utilizada por un particular para convertirla en un simulador de vuelo.

## Destinos y aerolíneas
| Aerolíneas Argentinas 52 destinos           | Nacionales (37): Bahía Blanca, Comodoro Rivadavia, Córdoba, Corrientes, El Calafate, Esquel, Formosa, La Rioja, Mar del Plata, Mendoza, Merlo, Neuquén, Paraná, Posadas, Puerto Iguazú, Puerto Madryn, Resistencia, Río Cuarto, Río Gallegos, Río Grande, Rosario, Salta, San Carlos de Bariloche, San Fernando del Valle de Catamarca, San Juan, San Luis, San Martín de Los Andes, San Miguel de Tucumán, San Rafael, San Salvador de Jujuy, Santa Fe, Santa Rosa, Santiago del Estero, Termas de Río Hondo, Trelew, Ushuaia, Viedma Internacionales (15): Asunción, Bogotá, Brasilia, Curitiba, Florianópolis, Lima, Montevideo, Porto Alegre, Porto Seguro Punta del Este, Rio de Janeiro, Salvador de Bahía, Santiago de Chile, São Paulo, Santa Cruz de la Sierra | SkyTeam       |
| Avianca 1 destino                           | Internacional (1): Bogotá | Star Alliance |
| Flybondi 18 destinos                        | Nacionales (15): Comodoro Rivadavia, Córdoba, Corrientes, Mendoza, Neuquén, Posadas, Puerto Iguazú, Puerto Madryn, Salta, San Carlos de Bariloche, San Juan, San Miguel de Tucumán, San Salvador de Jujuy, Santiago del Estero, Ushuaia Internacionales (3): Florianópolis, Río de Janeiro / São Paulo | N/A           |
| GOL 9 destinos                              | Internacionales (9): Belo Horizonte, Brasilia, Florianópolis, Fortaleza, Porto Alegre, Recife, Río de Janeiro, Salvador de Bahía, São Paulo | N/A           |
| Humming Airways 4 destinos                  | Nacionales (4): Olavarría, Tandil, Venado Tuerto, Villa María | N/A           |
| JetSmart Argentina 17 destinos              | Nacionales (12): Comodoro Rivadavia, Córdoba, Mendoza, Neuquén, Puerto Iguazú, Resistencia, Salta, San Carlos de Bariloche, San Martín de los Andes, San Miguel de Tucumán, Trelew, Ushuaia Internacionales (5): Asunción / Florianopolis / Lima / Río de Janeiro / Santiago de Chile | N/A           |
| JetSMART Chile 1 destino                    | Internacional (1): Santiago de Chile | N/A           |
| LADE 4 destinos                             | Nacionales (4): Bahía Blanca, Comodoro Rivadavia, Mar del Plata, San Carlos de Bariloche | N/A           |
| LATAM Brasil 1 destino                      | Internacional (1): São Paulo | N/A           |
| LATAM Chile 1 destino                       | Internacional (1): Santiago de Chile | N/A           |
| LATAM Perú 1 destino                        | Internacional (1): Lima | N/A           |
| Paranair 1 destino                          | Internacional (1): Asunción | N/A           |
| Sky Airline 1 destino                       | Internacional (1): Santiago de Chile | N/A           |
| Sky Airline Perú 1 destino                  | Internacional (1): Lima | N/A           |
| Total: 59 destinos, 8 países, 14 aerolíneas | |               |

Notas

### Aeronaves utilizadas regularmente
| Aerolíneas               | Aeronaves                  | Fotos                       |
| ------------------------ | -------------------------- | --------------------------- |
| Aerolíneas Argentinas    | B737-700, B737-800, E190AR | B737-700, B737-800, E-190AR |
| Andes Líneas Aéreas      | B737-800                   | MD-83                       |
| Flybondi                 | B737-800                   | B737-800                    |
| JetSMART Argentina       | A320-232                   |                             |
| Líneas Aéreas del Estado | SAAB 340B                  | SAAB 340B                   |
| LATAM Brasil             | A320-200, A320neo          |                             |
| LATAM Airlines           | A320-200, A320neo          |                             |
| Paranair                 | CRJ 200                    |                             |

Aeroparque maneja a diario más de 300 vuelos tanto partidas como arribos de 41 ciudades argentinas y 12 ciudades internacionales, los siguientes vuelos y aerolíneas son:

### Destinos nacionales
| Destinos regulares                  | Nombre del aeropuerto                                                     | Aerolíneas                                                                   | Aeronave                             | Frecuencias por semana |
| Argentina                           | Argentina                                                                 | Argentina                                                                    | Argentina                            | Argentina              |
| ----------------------------------- | ------------------------------------------------------------------------- | ---------------------------------------------------------------------------- | ------------------------------------ | ---------------------- |
| Bahía Blanca                        | Aeropuerto Comandante Espora                                              | Aerolíneas Argentinas / LADE (Via MDQ)                                       | E190, B737, B738 / F28               | 18 1                   |
| Comodoro Rivadavia                  | Aeropuerto Internacional General Enrique Mosconi                          | Aerolíneas Argentinas / Flybondi / JetSMART Argentina / LADE (Vía MDQ y BHI) | E190, B737, B38M / B738 / A320       | 58                     |
| Córdoba                             | Aeropuerto Internacional Ingeniero Ambrosio Taravella                     | Aerolíneas Argentinas / Flybondi / JetSMART Argentina                        | E190, B738, B38M / B738 / A320       | 48                     |
| Corrientes                          | Aeropuerto Internacional de Corrientes                                    | Aerolíneas Argentinas / Flybondi                                             | E190 / B738                          | 8                      |
| El Calafate                         | Aeropuerto Internacional de El Calafate                                   | Aerolíneas Argentinas                                                        | E190, B737, B738                     | 15                     |
| Esquel                              | Aeropuerto Brigadier General Antonio Parodi                               | Aerolíneas Argentinas                                                        | E190 / B737                          | 6                      |
| Formosa                             | Aeropuerto Internacional El Pucú                                          | Aerolíneas Argentinas                                                        | B737                                 | 9                      |
| La Rioja                            | Aeropuerto Capitán Vicente Almandos Almonacid                             | Aerolíneas Argentinas                                                        | E190                                 | 8                      |
| Mar del Plata                       | Aeropuerto Internacional Astor Piazzolla                                  | Aerolíneas Argentinas / LADE                                                 | E190 / B737, B738 / F28              | 17                     |
| Mendoza                             | Aeropuerto Internacional Gobernador Francisco Gabrielli                   | Aerolíneas Argentinas / Flybondi / JetSMART Argentina                        | B738 / A320                          | 67                     |
| Merlo                               | Aeropuerto Internacional Valle del Conlara                                | Aerolíneas Argentinas                                                        | E190                                 | 2                      |
| Neuquén                             | Aeropuerto Internacional Presidente Perón                                 | Aerolíneas Argentinas / Flybondi / JetSMART Argentina                        | E190, B738 / B738 / A320             |                        |
| Olavarría                           | Aeropuerto de Olavarría                                                   | Humming Airways (directo o vía TDL)                                          | SA227                                |                        |
| Paraná                              | Aeropuerto General Justo José de Urquiza                                  | Aerolíneas Argentinas                                                        | E190                                 | 6                      |
| Posadas                             | Aeropuerto Internacional de Posadas Libertador General José de San Martín | Aerolíneas Argentinas / Flybondi                                             | E190, B737, B738 / B738 / A320       | 15                     |
| Puerto Iguazú                       | Aeropuerto Internacional Presidente Perón                                 | Aerolíneas Argentinas / Flybondi / JetSMART Argentina                        | E190, B7378, B38M, B738 / A320       | 66                     |
| Puerto Madryn                       | Aeropuerto El Tehuelche                                                   | Aerolíneas Argentinas / Flybondi                                             | E190, B737, B738, B38M / B738        | 8                      |
| Resistencia                         | Aeropuerto Internacional de Resistencia                                   | Aerolíneas Argentinas / JetSMART Argentina                                   | E190, B738 / A320                    | 26                     |
| Río Cuarto                          | Aeropuerto de Río Cuarto                                                  | Aerolíneas Argentinas                                                        | E190                                 | 4                      |
| Río Gallegos                        | Aeropuerto Internacional de Río Gallegos                                  | Aerolíneas Argentinas                                                        | E190, B737, B738                     | 16                     |
| Río Grande                          | Aeropuerto Internacional de Río Grande                                    | Aerolíneas Argentinas                                                        | B737, B738                           | 13                     |
| Rosario                             | Aeropuerto Internacional Rosario Islas Malvinas                           | Aerolíneas Argentinas                                                        | E-190, B738                          | 21                     |
| Salta                               | Aeropuerto Internacional Martín Miguel de Güemes                          | Aerolíneas Argentinas / Flybondi / JetSMART Argentina                        | E190, B737, B38M / B738 / A320       | 47                     |
| San Carlos de Bariloche             | Aeropuerto Internacional Teniente Luis Candelaria                         | Aerolíneas Argentinas / Flybondi / JetSMART Argentina / LADE (Vía MDQ y BHI) | E190, B738, B38M / B738 / A320 / F28 | 79                     |
| San Fernando del Valle de Catamarca | Aeropuerto Coronel Felipe Varela                                          | Aerolíneas Argentinas                                                        | E190                                 | 6                      |
| San Juan                            | Aeropuerto Domingo Faustino Sarmiento                                     | Aerolíneas Argentinas / Flybondi                                             | B737 / B738 / B738                   | 23                     |
| San Luis                            | Aeropuerto Brigadier Mayor César Raúl Ojeda                               | Aerolíneas Argentinas                                                        | .E190, B737                          | 6                      |
| San Martín de Los Andes             | Aeropuerto Aviador Carlos Campos                                          | Aerolíneas Argentinas / JetSMART Argentina                                   | B738, B38M                           | 10                     |
| San Miguel de Tucumán               | Aeropuerto Internacional Teniente Benjamín Matienzo                       | Aerolíneas Argentinas / Flybondi / JetSMART Argentina                        | E190, B738, B38M / B738 / A320       |                        |
| San Rafael                          | Aeropuerto Internacional Suboficial Ayudante Santiago Germano             | Aerolíneas Argentinas                                                        | E190                                 |                        |
| San Salvador de Jujuy               | Aeropuerto Internacional Gobernador Horacio Guzmán                        | Aerolíneas Argentinas / Flybondi                                             | E190, B737, B738 / B738              | 23                     |
| Santa Fe                            | Aeropuerto de Sauce Viejo                                                 | Aerolíneas Argentinas                                                        | E190                                 | 10                     |
| Santa Rosa                          | Aeropuerto de Santa Rosa                                                  | Aerolíneas Argentinas                                                        | E190                                 | 4                      |
| Santiago del Estero                 | Aeropuerto Vicecomodoro Ángel de la Paz Aragonés                          | Aerolíneas Argentinas / Flybondi                                             | E190, B737, B738 / B738              | 8                      |
| Tandil                              | Aeropuerto de Tandil                                                      | Humming Airways (directo o vía OVR)                                          | SA227                                |                        |
| Termas de Río Hondo                 | Aeropuerto Internacional de Termas de Río Hondo                           | Aerolíneas Argentinas                                                        | E190                                 | 2                      |
| Trelew                              | Aeropuerto Almirante Marcos A. Zar                                        | Aerolíneas Argentinas / JetSMART Argentina                                   | E190, B738, B38M / B738 / A320       | 37                     |
| Ushuaia                             | Aeropuerto Internacional Malvinas Argentinas                              | Aerolíneas Argentinas / Flybondi / JetSMART Argentina                        | B737, B738 / B738 / A320             | 33                     |
| Venado Tuerto                       | Aeródromo Municipal Tomas B. Kenny                                        | Humming Airways                                                              | SA227                                |                        |
| Viedma                              | Aeropuerto Gobernador Edgardo Castello                                    | Aerolíneas Argentinas                                                        | E190                                 | 4                      |

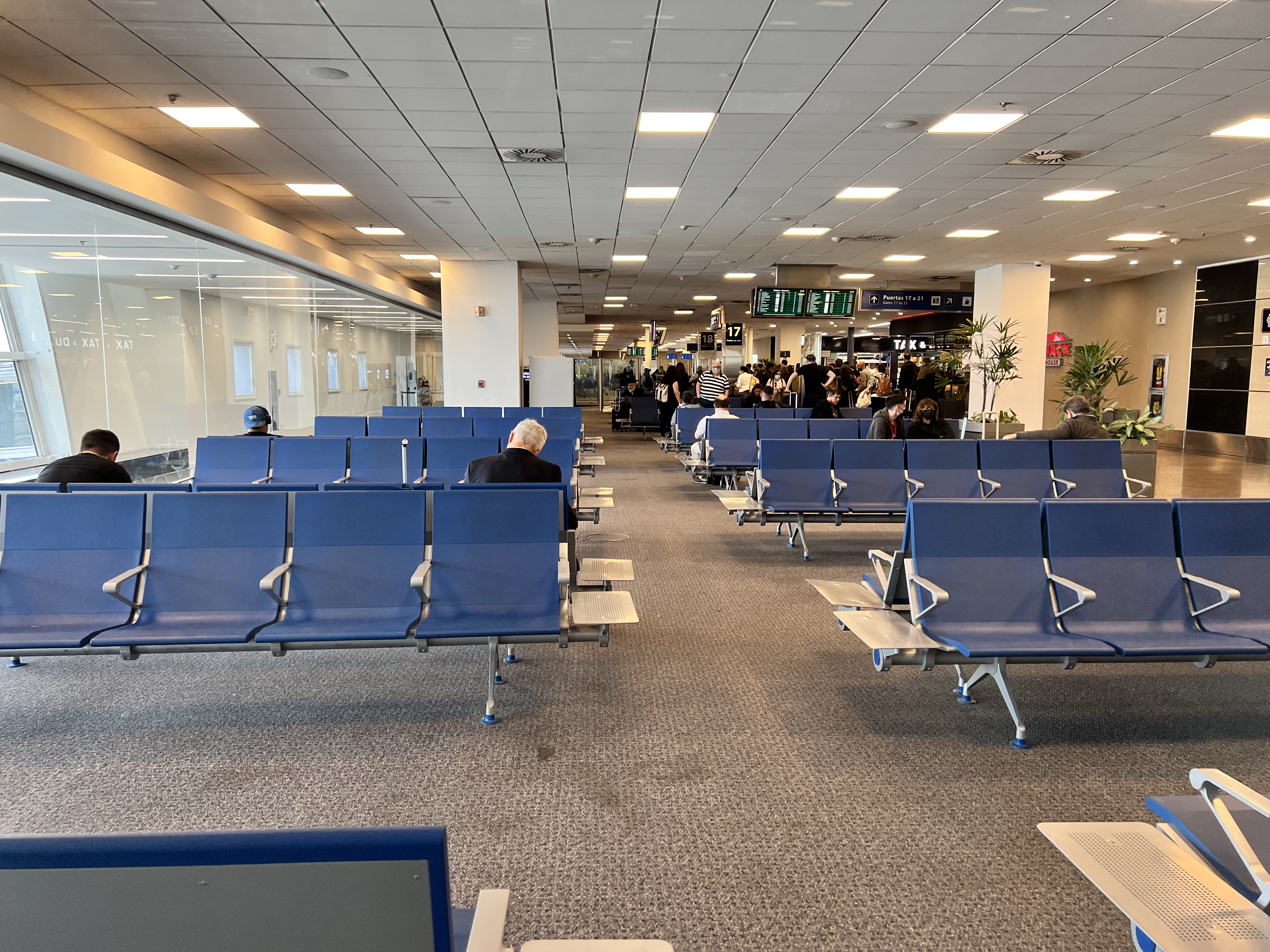
Salas de espera internacionales del aeropuerto.

| Villa María                         | Aeropuerto Regional Presidente Néstor Kirchner                            | Humming Airways (Vía VNO)                                                    | SA227                                |                        |

### Destinos internacionales

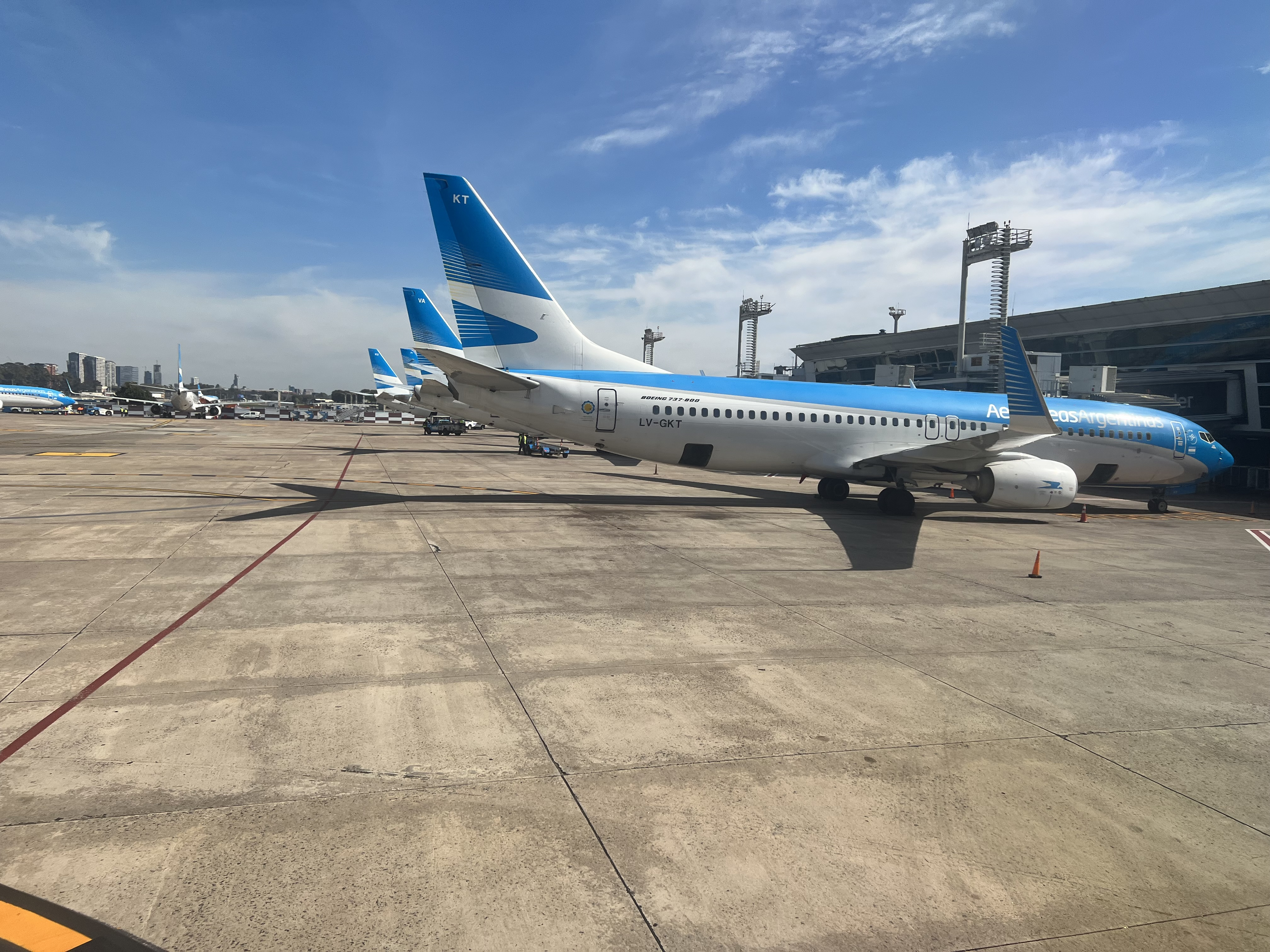
Lado aire del aeropuerto.

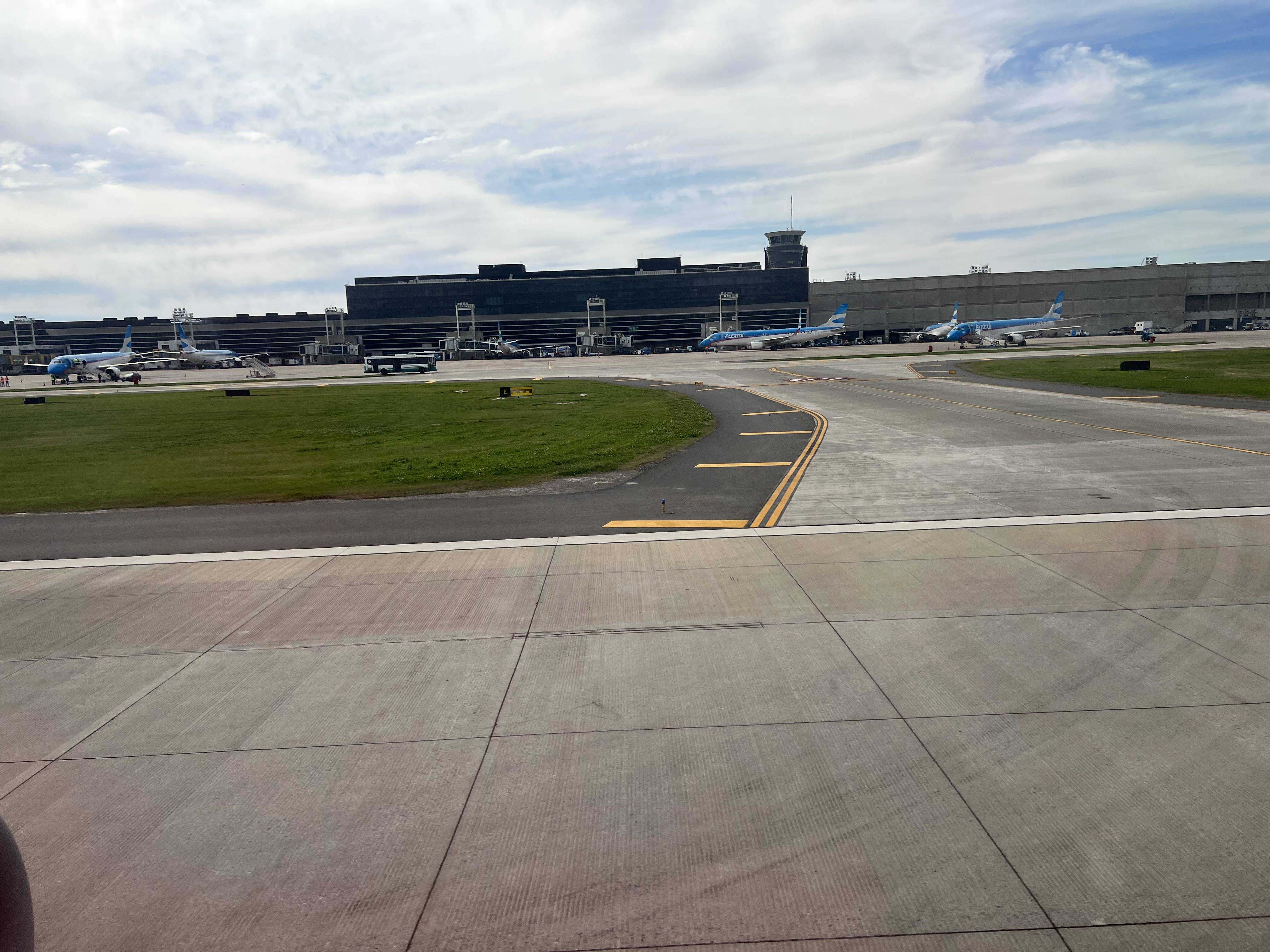
Lado aire del aeropuerto.

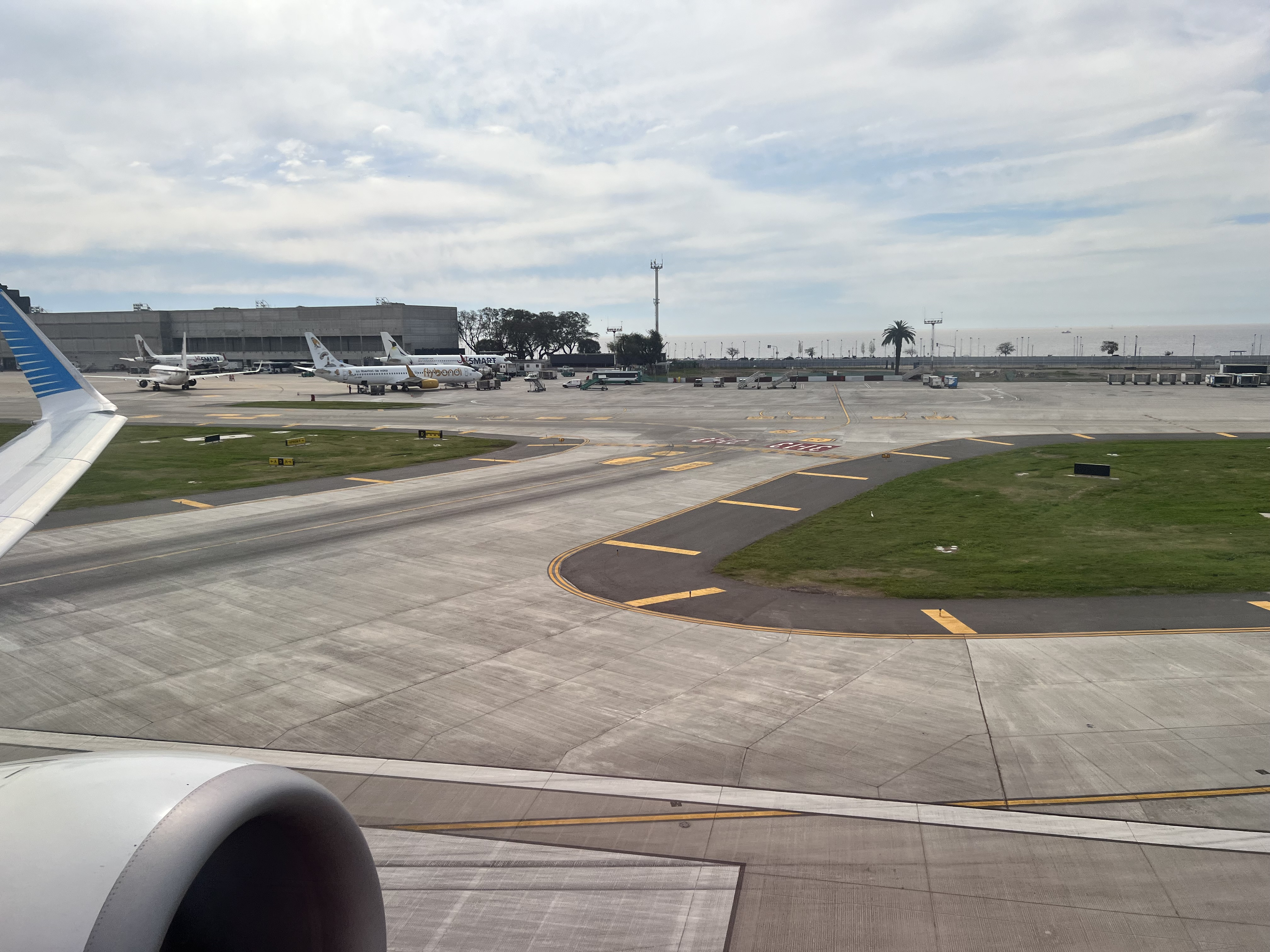
Lado aire del aeropuerto.

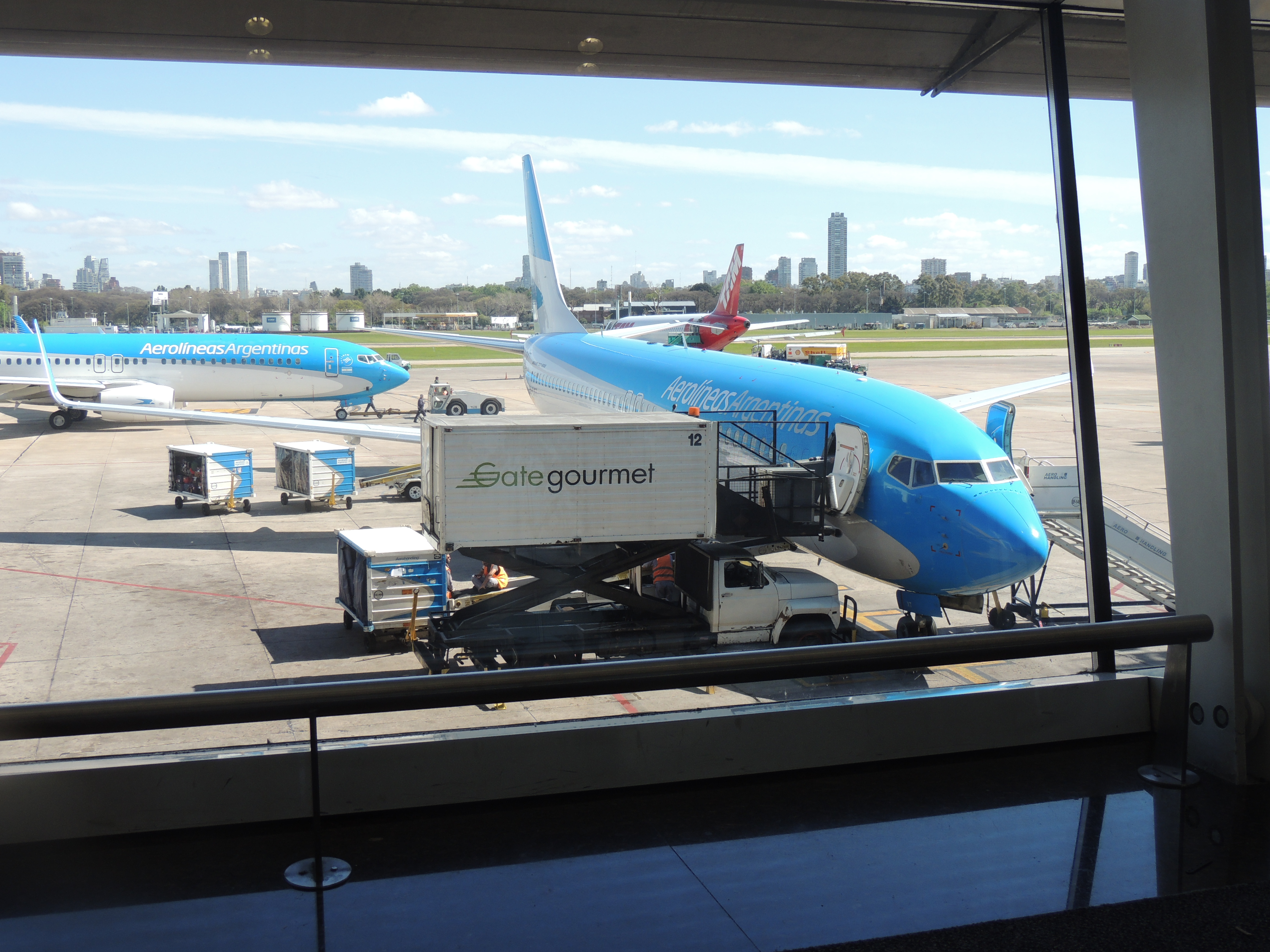
Vista a la pista en Aeroparque Jorge Newbery.

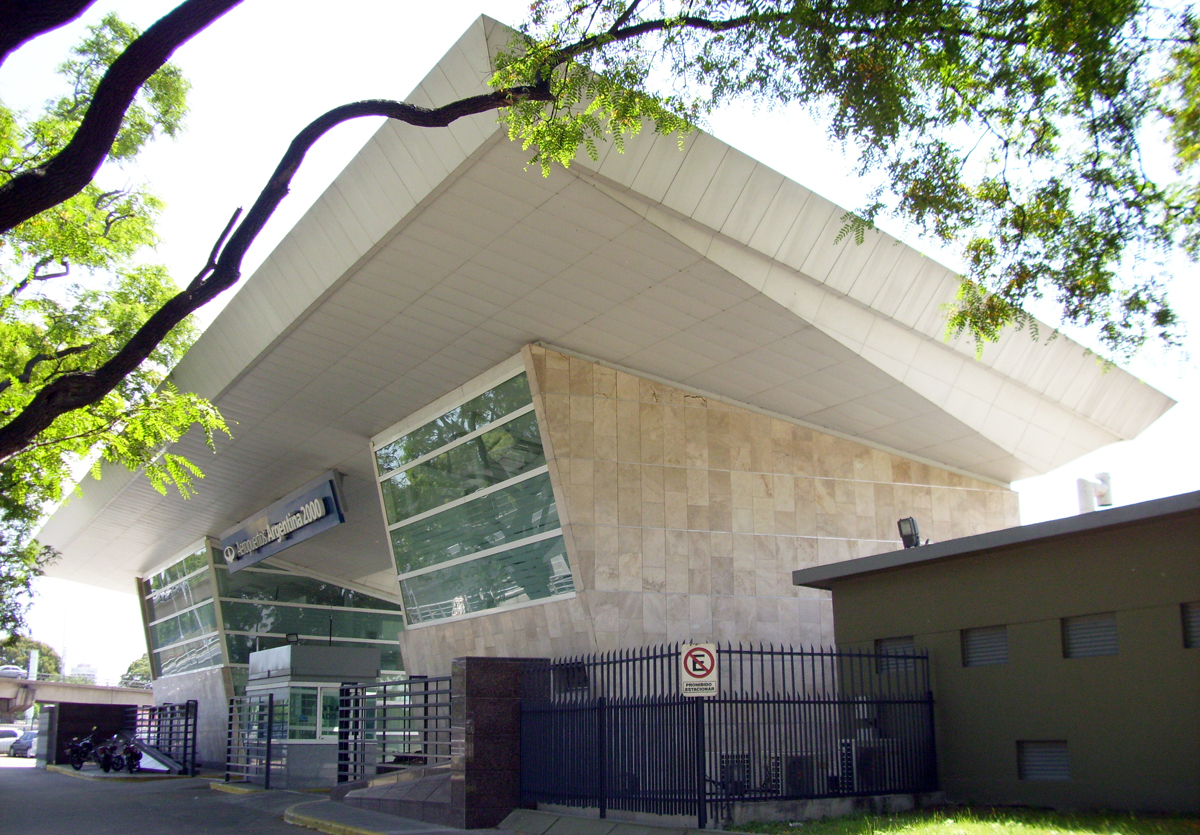
Terminal Sur del aeropuerto.

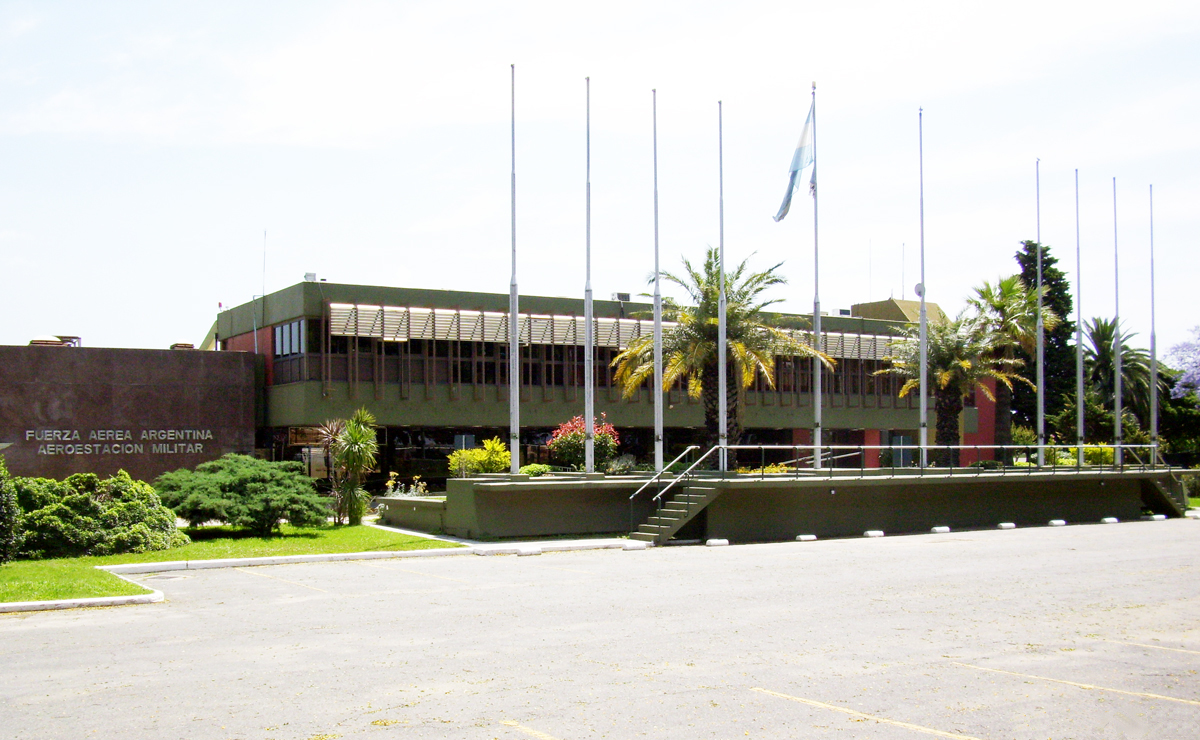
Frente de la Aeroestación Militar.

Destinos internacionales a agosto de 2025.
| Destinos regulares      | Nombre del aeropuerto                                    | Aerolíneas                                                                              | Aeronave                          | Frecuencias semanales |
| Suramérica              | Suramérica                                               | Suramérica                                                                              | Suramérica                        | Suramérica            |
| ----------------------- | -------------------------------------------------------- | --------------------------------------------------------------------------------------- | --------------------------------- | --------------------- |
| Bolivia                 |                                                          |                                                                                         |                                   |                       |
| Santa Cruz de la Sierra | Aeropuerto Internacional Viru Viru                       | Aerolíneas Argentinas                                                                   | E190                              | 7                     |
| Brasil                  |                                                          |                                                                                         |                                   |                       |
| Belo Horizonte          | Aeropuerto Internacional Tancredo Neves                  | Gol Linhas Aéreas                                                                       | B38M                              | 2                     |
| Brasilia                | Aeropuerto Internacional Presidente Juscelino Kubitschek | Aerolíneas Argentinas / Gol Linhas Aéreas                                               | B737 / B38M                       | 9                     |
| Curitiba                | Aeropuerto Internacional Afonso Pena                     | Aerolíneas Argentinas                                                                   | B737                              | 6                     |
| Florianópolis           | Aeropuerto Internacional Hercílio Luz                    | Aerolíneas Argentinas / Flybondi / Gol Linhas Aéreas / JetSMART Argentina               | B38M / B738                       | 17                    |
| Fortaleza               | Aeropuerto Internacional Pinto Martins                   | Gol Linhas Aéreas                                                                       | B38M                              | 1                     |
| Porto Alegre            | Aeropuerto Internacional Salgado Filho                   | Aerolíneas Argentinas / Gol Linhas Aéreas                                               | B738 / B38M                       | 9                     |
| Porto Seguro            | Aeropuerto de Porto Seguro                               | Aerolíneas Argentinas                                                                   | B38M                              | 3                     |
| Recife                  | Aeropuerto Internacional de Guarapes                     | Gol Linhas Aéreas                                                                       | B38M                              | 3                     |
| Río de Janeiro          | Aeropuerto Internacional Antônio Carlos Jobim            | Aerolíneas Argentinas / Flybondi / Gol Linhas Aéreas / JetSMART Argentina               | B738, B38M / B738                 | 28                    |
| Salvador                | Aeropuerto Internacional de Salvador                     | Aerolíneas Argentinas / Gol Linhas Aéreas                                               | B738 / B38M                       | 12                    |
| São Paulo               | Aeropuerto Internacional de São Paulo-Guarulhos          | Aerolíneas Argentinas / Flybondi / LATAM Brasil / Gol Linhas Aéreas                     | B738 / A320 / B738                | 80                    |
| Colombia                |                                                          |                                                                                         |                                   |                       |
| Bogotá                  | Aeropuerto Internacional El Dorado                       | Aerolíneas Argentinas / Avianca                                                         | B737 / A20N                       | 14                    |
| Chile                   |                                                          |                                                                                         |                                   |                       |
| Santiago de Chile       | Aeropuerto Internacional Arturo Merino Benítez           | Aerolíneas Argentinas / JetSMART Argentina / JetSMART Chile / LATAM Chile / Sky Airline | B738 / A320, A320N / A320 / A320N | 53                    |
| Paraguay                |                                                          |                                                                                         |                                   |                       |
| Asunción                | Aeropuerto Internacional Silvio Pettirossi               | Aerolíneas Argentinas / JetSMART Argentina Paranair                                     | B738 / A320N / CRJ-200ER          | 27                    |
| Perú                    |                                                          |                                                                                         |                                   |                       |
| Lima                    | Aeropuerto Internacional Jorge Chávez                    | Aerolíneas Argentinas / JetSMART Argentina / LATAM Perú / Sky Airline Perú              | B738 / A320 / A320                | 21                    |
| Uruguay                 |                                                          |                                                                                         |                                   |                       |
| Montevideo              | Aeropuerto Internacional de Carrasco                     | Aerolíneas Argentinas                                                                   | B738, E190                        | 38                    |
| Punta del Este          | Aeropuerto Internacional de Laguna del Sauce             | Aerolíneas Argentinas                                                                   | B738, E190, , B738                | 4                     |

### Antiguos destinos

#### Aerolíneas nacionales extintas
- Aerochaco: Córdoba, Resistencia, Rosario, Sunchales, Villa María
- Aerovip: Mar del Plata, Villa Gesell, Paraná, Rosario, Santa Fe, Reconquista, Río Cuarto, Montevideo, Punta del Este.
- Andes Líneas Aéreas: Córdoba, Salta, Jujuy, Puerto Iguazú, Comodoro Rivadavia, Puerto Madryn, Mendoza

- Austral Líneas Aéreas: Asunción, Belo Horizonte, Curuzú Cuatiá, Florianópolis, General Pico, Goya, Junín, Mercedes, Necochea, Paso de los Libres, Porto Alegre, Reconquista, Río de Janeiro-Galeao, Santa Cruz de la Sierra-Viru Viru, Santiago de Chile, Sao Paulo-Guarulhos, Tandil, Villa Mercedes.
- Avianca Argentina: Mar del Plata, Reconquista, Rosario, Santa Fe, Punta del Este.
- CATA Línea Aérea: Córdoba, Trelew/Rawson
- Dinar Líneas Aéreas: Jujuy, Salta, Tucumán, Iguazú, Posadas, San Juan, Mendoza, Córdoba, Rosario, Neuquén, Bariloche, Bahía Blanca, Comodoro Rivadavia, Río Gallegos, Villa Gesell, Mar del Plata, Río de Janeiro, San Pablo.
- FLYEST Líneas Aéreas: Reconquista, Santa Fe, Sunchales.
- LAER: Concordia, Goya, Gualeguaychú, Mar del Plata, Mercedes, Necochea, Paraná, Paso de los Libres, Reconquista
- Norwegian Air Argentina: Córdoba, Bariloche, Neuquén, Mendoza, Salta, Puerto Iguazú, San Salvador de Jujuy, Ushuaia.
- Silver Sky: Mendoza.
- Southern Winds: Bariloche, Comodoro Rivadavia, Córdoba, El Calafate, Jujuy, Iguazú, Mar del Plata, Mendoza, Neuquén, Resistencia, Río Gallegos, Salta, San Juan, Tucumán, Ushuaia
- LATAM Argentina: Bahía Blanca, San Juan, Santiago de Chile, Sao Paulo-Guarulhos,San Miguel De Tucumán,Mendoza, Córdoba, Río Gallegos, El Calafate, Ushuaia,Puerto Iguazú,Neuquén,Comodoro Rivadavia,Bariloche,Iguazú,Salta.
- Líneas Aéreas Privadas Argentinas: Bahía Blanca, Bariloche, Ciudad de Buenos Aires, Buenos Aires, Catamarca, Corrientes, Córdoba, El Calafate, Ciudad de Formosa, General Roca, Iguazú, Jujuy, La Rioja, Mar del Plata, Mendoza, Neuquén, Paraná, Posadas, Resistencia, Rosario, Río Gallegos, Río Grande, Salta, San Juan, San Luis.
- Sol Líneas Aéreas: Bahía Blanca, Comodoro Rivadavia, Mar del Plata, Rosario, Santa Fe, Trelew, Villa Gesell, General Roca, Córdoba, Río Cuarto, Merlo, Mendoza, Neuquén, Santa Rosa.
- Transcontinental S.A: Córdoba, Mar del Plata, Mendoza, Montevideo, Santiago de Chile, Tucumán.
- Transportes Aéreos Neuquén: Neuquén, Mendoza, General Roca.

#### Aerolíneas extranjeras extintas
- Varig: São Paulo-Guarulhos.

#### Aerolíneas operativas
- Aerolíneas Argentinas: Concordia, Cutral Có, General Roca, Gobernador Gregores, Florianópolis, La Cumbre, Lago Argentino, Monte Caseros, Orán, Paso de los Libres, Perito Moreno, Presidente Roque Sáenz Peña, Puerto Deseado, Puerto Santa Cruz, Puerto San Julián,  Río Turbio,Tartagal, Villa Gesell.
- LATAM Brasil: Río de Janeiro
- LATAM Paraguay: Asunción, Río de Janeiro.

## Empresas de taxi aéreo
- Aeronáutica S.A.[9]
- American Jet
- Baires Fly[10]
- Macair Jet
- Milenium Air[11]
- Pacific Ocean[12]
- Patagonia Flight Services[13]
- Royal Class[14]
- Trip Air[15]

## Accidentes e incidentes
- Pasadas las 20:50 en la capital de Argentina el 31 de agosto de 1999, Aeroparque fue escenario de uno de los siniestros más grandes en la historia de la aviación argentina, cuando 65 ocupantes en la aeronave y 2 personas en tierra encontraron la muerte en el fallido despegue del Vuelo LAPA 3142. Luego de este accidente el Aeroparque se vio envuelto en una polémica que sigue hasta la actualidad.
- El 20 de febrero de 2004 a las 13:55 despegaba con destino a Puerto Iguazú el vuelo 2734 de Austral Líneas Aéreas, el mismo proyectaba cubrir la ruta Aeroparque-Puerto Iguazú, transportando a 151 pasajeros (el 90% extranjeros) y 6 tripulantes, a bordo de una de las variantes de la familia McDonnell Douglas MD-80 con las que contaba la empresa y al despegar se rompió la rueda trasera y el avión hizo un aterrizaje forzoso en Ezeiza.

## Accidente del vuelo LAPA 3142
Luego del accidente del Vuelo LAPA 3142 muchos medios periodísticos, la misma APLA (Asociación de Pilotos de Líneas Aéreas) denunciaron a las autoridades por instalaciones cercanas a la pista que agravaron el accidente y otras que no lo fueron pero que pudieron haber sido agravantes si el rumbo de la aeronave hubiera sido otro. Otro de los temas polémicos son sobre la mala ubicación geográfica de la aerostación porteña, la misma se encuentra dentro de la ciudad y rodeada por la Avenida Rafael Obligado Costanera que es una arteria vital para dirigirse del centro de la ciudad a las localidades del norte del Gran Buenos Aires, por la misma pasan 70.000 vehículos por día, lo que puede convertir un despiste en una verdadera catástrofe. Ver el caso del Vuelo LAPA 3142 en el que fuego comenzó una vez que la aeronave cruzara esta avenida y arrollara un automóvil.
Las instalaciones que se denunciaron en ese momento y las que se siguen denunciando son:
Nota: para una mejor dimensión del peligro inminente se relacionarán los puntos con el accidente de LAPA si la instalación se involucró en el siniestro y si esta no tiene relación se hará una suposición.
- Una estación de servicio a 50 m hacia el sur del predio del aeropuerto.

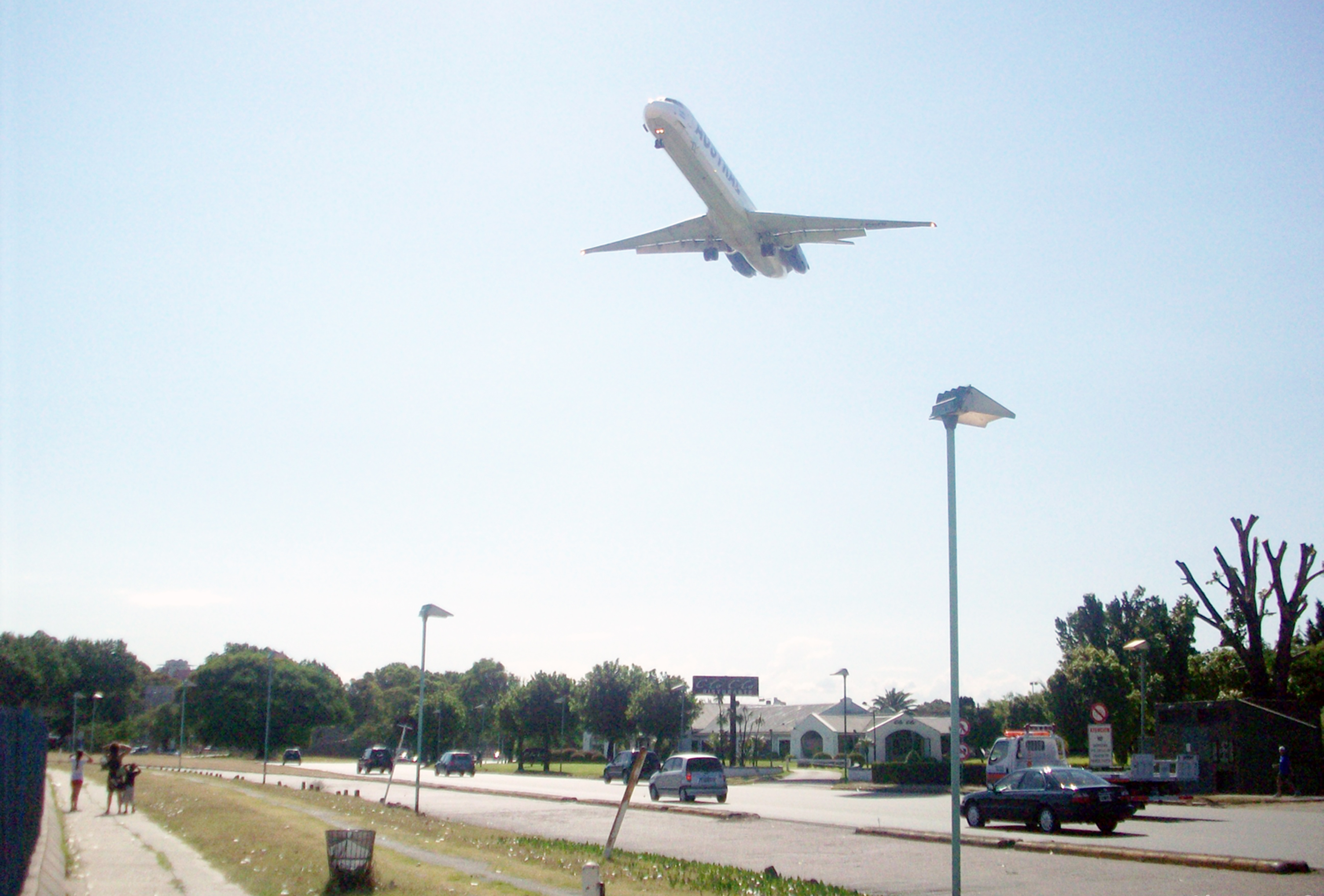
Una familia viendo aterrizar una aeronave de Austral Líneas Aéreas por el lado norte del Aeroparque. Se pueden ver varios de los obstáculos mencionados como el restaurante Clo Clo y el tránsito de la Avenida Rafael Obligado.

Participación en el accidente de LAPA: no hubo participación con el siniestro pero no hay que ignorar que la aeronave de LAPA la cruzó a escasos 50 m, no se está hablando de nada lejos sabiendo que la envergadura de una aeronave Boeing 737-200 es de 30 m y que un pequeño cambio de rumbo pudo hacer la distancia que faltaba para que la impacte.
Estado actual: se la retiró del lugar para mayor seguridad.
- Una caseta de gas natural a 400 m del final de la pista.

Participación en el accidente de LAPA: la caseta se encontró en el recorrido de la aeronave y la misma fue arrollada por el Boeing 737-200 de LAPA, dejando salir un gran flujo de gas altamente inflamable que hizo más difícil controlar el fuego en el lugar del siniestro.
Estado actual: después de todo la caseta de gas natural fue reconstruida en el mismo lugar por la empresa controlante.
- El restaurante Clo Clo, ubicado en el lado norte a 70 m del predio del aeropuerto, todas las aeronaves que despegan por la cabecera sur y las que aterrizan por la cabecera norte vuelan por encima de esta instalación.

Participación en el accidente de LAPA: no hubo participación con el siniestro pero no hay que ignorar que si la aeronave de LAPA en vez de despegar por la RWY13 con rumbo sur lo hubiese hecho por la RWY31 con rumbo norte, la hubiese impactado por completo.
Estado actual: no se ha hecho nada para desplazar esta instalación de su ubicación que es un verdadero peligro para los aviones, clientes y personal del lugar.
- Tránsito en la Avenida Rafael Obligado Costanera que bordea por completo la pista del Aeroparque.

Participación en el accidente de LAPA: el tránsito en aquella avenida desempeñó un papel muy importante en el accidente de LAPA. La aeronave al cruzar la avenida Costanera arrolló un vehículo, el mismo entró en llamas una vez que las chispas que originaba la aeronave en contacto con el asfalto de la avenida enciendan el combustible del rodado, el automóvil en el recorrido rompió parte del ala izquierda haciendo derramar el combustible JP-1 de la aeronave produciendo nuevos focos de fuego. Se pudo conocer que dentro de la catástrofe ocurrió un milagro ya que en ambas manos recién habían cortado los semáforos de las esquinas por lo que frenó el flujo constante de vehículos en la avenida al momento del accidente, lo que provocó que no se hable de mayor número de muertes.
Estado actual: la Avenida sigue con su trazado actual, aunque no por mucho tiempo, actualmente un ambicioso megaproyecto está en curso y desde hace un mes comenzaron los trabajos de relleno en el Río de la Plata para correr varios metros la avenida lo que permitirá extender la cabecera sur del Aeroparque. El futuro trazado de la avenida no cortará la extensión de la pista, minimizando la posibilidad de que una aeronave despistada arrolle un automóvil en su recorrido.